# Heresingel (Groningen)

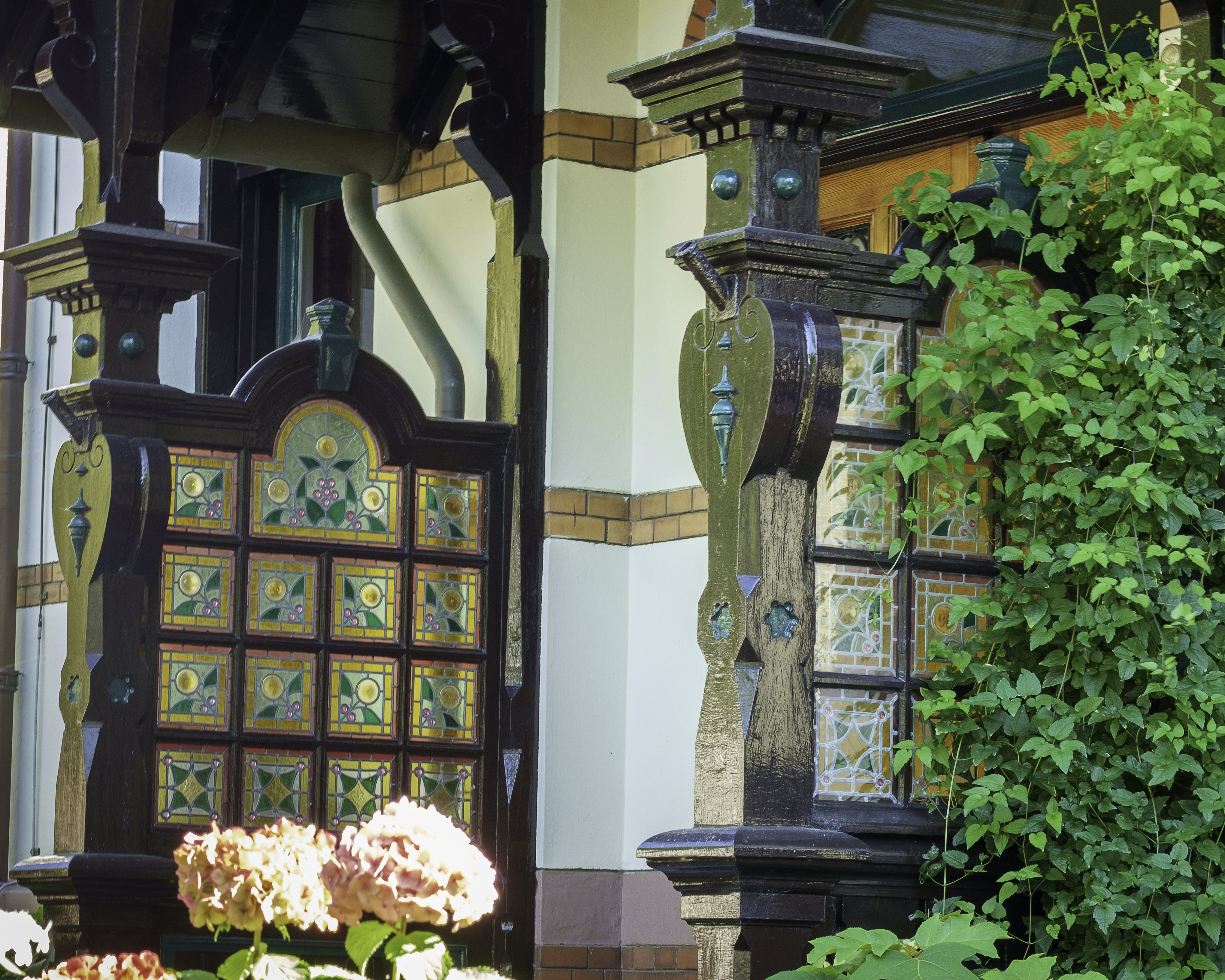
Ingangspartij Heresingel 13

De Heresingel is een singel aan de zuidrand van het oude centrum van de stad Groningen.
De Heresingel, een boomrijke straat die loopt van het Hereplein tot aan de Radesingel, werd aangelegd in het laatste kwart van de negentiende eeuw, nadat na 1874 de Groninger stadswallen waren geslecht. De noordzijde van de Heresingel bestaat uit ruime herenhuizen, aan de zuidzijde bevindt zich een zestal vrijstaande villa's. Tien panden aan de Heresingel zijn aangewezen als rijksmonument en zeven als gemeentelijk monument. Daarnaast is een siervaas op de middenberm tot gemeentelijk monument verklaard.
Aan de oostkant van de Heresingel staat sinds 1995 een door de kunstenaar Armando vervaardigd bronzen gedenkteken voor de in de laatste dagen van de Tweede Wereldoorlog gefusilleerde Groninger graficus H.N. Werkman (1882-1945).

## Monumenten
De rijks- en gemeentelijke monumenten aan de Heresingel zijn:
| Object                                                                              | Bouwjaar | Architect      | Monument  | Afbeelding |
| ----------------------------------------------------------------------------------- | -------- | -------------- | --------- | ---------- |
| Heresingel 5 Villa in eclectische stijl                                             | ca. 1895 |                | RM 485673 |            |
| Heresingel 6 Appartementencomplex met praktijk                                      | 1952-'53 | P.L. de Vrieze | GM 104362 |            |
| Heresingel 7-9-11 Drievoudige villa in eclectische stijl                            | 1893     | P.M.A. Huurman | RM 485679 |            |
| Heresingel 8 Herenhuis in eclectische stijl                                         | 1882     |                | GM 102259 |            |
| Heresingel 10 Herenhuis in neoclassicistische stijl                                 | 1882     |                | RM 485723 |            |
| Heresingel 12 Herenhuis in eclectische stijl                                        | 1882     |                | RM 485730 |            |
| Heresingel 13 Villa in chaletstijl                                                  | 1894     | A. Salm        | RM 485691 |            |
| Heresingel 14-16 Dubbel herenhuis in eclectische stijl                              | ca. 1885 |                | GM 102260 |            |
| Heresingel 15-17 Dubbele villa in eclectische stijl                                 | 1897     | J. Maris       | RM 485697 |            |
| t.o. Heresingel 18 Siervaas Heresingel                                              | ca. 1910 |                | GM 102262 |            |
| Heresingel 19/Verlengde Oosterstraat 9-11 Drievoudig herenhuis in eclectische stijl | 1897     |                | RM 485709 |            |
| Heresingel 24 Herenhuis in neo-renaissancestijl                                     | 1898     | G. Nijhuis     | RM 485738 |            |
| Heresingel 26 Herenhuis in eclectische stijl                                        | 1898     | W.P. Ros       | GM 102265 |            |
| Heresingel 28 Herenhuis in eclectische stijl                                        | 1882     |                | GM 102266 |            |
| Heresingel 30 Herenhuis in neoclassicistische stijl                                 | 1883     | J. Maris       | RM 485744 |            |
| Heresingel 34 Herenhuis in eclectische stijl                                        | 1893     | P.M.A. Huurman | GM 102268 |            |
| Heresingel 36 Voorm. hoedenmagazijn met bovenwoning (nu: Huize Rikkers-Lubbers)     | 1890     | G. Nijhuis     | RM 485752 |            |

Achter de Muur · 
Akerkhof · 
Akerkstraat · 
Broerstraat · 
Brugstraat ·
Bruine Ruiterstraat ·
Burchtstraat · 
Butjesstraat ·
Carolieweg ·
Coehoornsingel · 
Donkersgang · 
Driften · 
Emmaplein · 
Folkingestraat · 
Folkingedwarsstraat ·
Ganzevoortsingel · 
Gasthuisstraatje ·
Gedempte Kattendiep ·
Gedempte Zuiderdiep ·
Gelkingestraat ·
Grote Kromme Elleboog ·
Grote Markt ·
Guldenstraat ·
Guyotplein ·
Haddingestraat ·
Haddingedwarsstraat ·
Hardewikerstraat ·
Hereplein · 
Herebinnensingel ·
Heresingel ·
Herestraat ·
Hoekstraat ·
Hofstraat ·
Hoge der A ·
Hoogstraatje ·
Jacobijnerstraat ·
Kleine der A ·
Kattenhage ·
Kleine Kromme Elleboog ·
't Klooster ·
Kostersgang ·
Koude Gat ·
Kreupelstraat ·
Kwinkenplein ·
De Laan ·
Lage der A ·
Lopende Diep ·
Lutkenieuwstraat ·
Marktstraat ·
Martinikerkhof ·
Munnekeholm ·
Muurstraat ·
Naberstraat ·
Nieuwe Boteringestraat ·
Nieuwe Ebbingestraat ·
Nieuwe Kerkhof ·
Nieuwe Kijk in 't Jatstraat ·
Nieuwe Markt ·
Nieuwstad ·
Noorderhaven ·
Oosterstraat ·
Ossenmarkt ·
Oude Boteringestraat ·
Oude Ebbingestraat ·
Oude Kijk in 't Jatstraat ·
Papengang ·
Pausgang · 
Pelsterstraat ·
Peperstraat ·
Poelestraat ·
Praediniussingel ·
Rademarkt ·
Radesingel ·
Reitemakersrijge ·
Rode Weeshuisstraat ·
Schoolstraat · 
Schoolholm · 
Schuitemakersstraat ·
Schuitendiep · 
Sieboldsgang · 
Singelstraat · 
Sint Jansstraat ·
Sint Walburgstraat ·
Spilsluizen ·
Stationsstraat ·
Steentilstraat ·
Stoeldraaierstraat · 
Torenstraat · 
Turfstraat ·
Turfsingel ·
Turftorenstraat ·
Ubbo Emmiussingel ·
Vismarkt ·
Visserstraat ·
Waagstraat ·
Zoutstraat ·
Zwanestraat